# Epinephelus cyanopodus
Epinephelus cyanopodus är en fiskart som först beskrevs av Richardson, 1846.  Epinephelus cyanopodus ingår i släktet Epinephelus och familjen havsabborrfiskar. IUCN kategoriserar arten globalt som livskraftig. Inga underarter finns listade i Catalogue of Life.